# 伯納多·貝托魯奇
伯納多·貝托魯奇（義大利語：Bernardo Bertolucci，1941年3月16日—2018年11月26日），意大利編劇、電影導演。憑電影《末代皇帝》獲得奧斯卡金像獎最佳影片與最佳導演、英國電影和電視藝術學院最佳影片、金球獎最佳導演等多個獎項。在2011年第64届戛纳电影节上获颁荣誉金棕榈—终身成就奖。
2018年11月26日，伯納多·貝托魯奇因癌症而去世，享年77歲。

## 傳記

### 早年
伯納多·貝托魯奇出生在意大利艾米利亞-羅馬涅區的城市帕爾馬。他是家中的長子，父親是阿蒂利奥·貝托魯奇（Attilio Bertolucci）是一名詩人、著名的藝術史學家、文選編者和影評人。在這種成長的環境下，貝托魯奇在15歲開始寫作，不久就獲得幾個很重要的文學獎項，包括他的首部作品獲得維雅雷吉歐文學獎（Premio Viareggio）。而父親的背景也幫了他，老貝托魯奇曾協助意大利製片人皮耶·保羅·帕索里尼發行他首本小說，而帕索里尼後來聘請了伯納多·貝托魯奇參與《寄生蟲》(Accattone，1961年)的首席助手作為回報。不過這時候貝托魯奇的潛力早就被其他人發現，例如塞吉歐·李昂尼。塞吉歐·李昂尼叫貝托魯奇為《西部往事》（Once Upon a Time in the West）撰寫故事，不過他的故事後來被萊昂拒絕了，因為這故事對美國的觀眾來說太深奧了。

### 首部電影
貝托魯奇在1958年至1961年入讀羅馬大學，這是他電影事業開始的地方。正如先前提及，他為帕索里尼擔任助手。不久之後，貝托魯奇在沒有畢業的情況下離開羅馬大學。在1962年，貝托魯奇21歲時，他執導了首部電影《死神》(La commare secca)。這是一部謀殺懸疑的小作品，內容講述一個妓女殺人的故事。貝托魯奇利用倒敘法來拼合整件罪案的發生，和犯事的人。而在1964年，他執導了備受讚揚的作品《革命前夕》(Prima della rivoluzione/Before the Revolution)。
意大利戲院數量的急速成長，令貝托魯奇的產量在七十年代的生產速度慢下來，因為在全球經濟不景氣影響意大利電影業的情況下，導演要和其他美國、瑞典、法國和德國的電影發行商和演員合作，共同製片。所以有人推測就是從此以後，意大利的戲院開始要倚賴國際市場。

### 和製作人合作
導演們開始要和其他美國、瑞典、法國和德國的電影發行商合作，來資助他們和有能力在國際電影業中競爭，貝托魯奇也不例外。1972年的作品《巴黎的最後探戈》（Last Tango in Paris），由馬龍·白蘭度和瑪莉亞·史奈德（Maria Schneider）主演，展示了意大利電影的賺錢新潮流，就是聘請外國的影星當主角。在這部電影的主要演員中，只有馬西姆·吉魯提（Massimo Girotti）是意大利演員。貝托魯奇1976年的電影《一九零零》(1900)中，由畢蘭加士打（Burt Lancaster）、當奴·修打蘭（Donald Sutherland）、羅拔迪尼路（Robert de Niro）和傑哈德巴狄厄（Gérard Depardieu）主演。這套電影經常被認為是意大利電利工業依賴國際市場時，認知到國民身份開始瓦解的始作俑者。雖然電影本身完全注重在意大利的主題上，電影講述兩個意大利男人，在二十世紀上半葉時，在政治紛亂的意大利內的生活。

### 政治
貝托魯奇可能不會後悔這個銳變：他在政治上很活躍，而且是個公認的馬克思主義者。就像維斯康堤一樣，他們也是在六十年代後期大量起用外國演員的導演。貝托魯奇透過他的電影，表達自己的政見，所以他的電影很多都是自傳式的，同時也很具爭議性。他的政治電影在歷史上走在前列，就像1970年的電影《同流者》（The Conformist），在戲中他就批判法西斯思想，把國家和民族主義混為一談，還有一些公眾品味和集體回憶，電影講述墨索里尼企圖暗殺一個在巴黎的政治學者。而《一九零零》也有分析左派和右派之爭。而在1987年作品《末代皇帝》中，貝托魯奇就透過角色和動作，在政治上作出影響。他獲得紫禁城史無前例的許可，使用紫禁城的場地作為拍攝。在片中，主角溥儀受到毛澤東長期的再教育，令溥儀由一個皇帝變成一個平民，再變成一個園丁。

## 評價
很多評論都以電影中的性和政治定性他的電影特色。在《巴黎的最後探戈》中，以極度淫蕩和心理不正常的手法探討性。這套被視為情色的電影，打開了性的大門。而在《同流者》中，則是以政治作為主題，尤其是法西斯，和個人的感覺和理想。這套電影針對了意大利的法西斯主義，富有藝術性和理智，被視為展現在優秀導演的一面。在過去五十年，貝托魯奇參與了多部電影的製作、導演等工作，所以他的範疇很廣泛，令電影主題能得以突顯，尤其是他的近期作品。《偷香》(Stealing Beauty)帶出一些的異質性，而《戏梦巴黎》則能夠包含兩者和其他元素。一些評論家則批評他的題材狹窄，不論他是有意還是真的缺乏題材。而他則利用這些批評，激發觀眾重新關注他們自己和社群，他也認為自己不斷把禮節的界限移後。而熱衷於貝托魯奇電影的人，也留意到每部電影間的角色相似之處，尤其是最近那兩部(1996年的《偷香》和2003年的《戏梦巴黎》)。例如，兩位女主角（麗芙·泰勒（Liv Tyler）和伊娃·格蓮（Eva Green）），都是白皮膚、苗條、黑頭髮和藍眼睛。她們都在19歲時就是吸煙者，和失去了純潔感，而她們也以正面的赤裸方式出現。在電影中，貝托魯奇都表達了「愛的證明」，都使用了幾乎相同的故事。
在《戏梦巴黎》中，女主色Isabelle指自己在1959年出生，雖然片中的背景是六十年代後期。而這也是實在地，參考了1959年尚盧·高達（Jean-Luc Godard）電影《斷了氣》（Breathless），因為在該片中的角色接下來都是作出相同的反應。
在2016年坦承《巴黎的最後探戈》對女演員的性侵片段是真實過程，此事成為他一生的污點。

## 唯心論，確實性和自我質疑
貝托魯奇也擅長把人的靈魂推進顯微鏡。在他的電影中，心理學是他的電影的中心，因為曾參與《巴黎的最後探戈》的演員伍迪·艾伦和馬龍·白蘭度，都指貝托魯奇和其他演員從精神分析的角度分享工作，引發了他們的信心，所以很多人都認為白蘭度表現最好。
貝托魯奇自己也是不少心理學家跟隨的對象，包括分析他的夢境，也作為論文的主題，和研究其他具創作性的演員。他研究人的心理在他的電影中的一些情節，明確的表現出來。
《巴黎的最後探戈》中，馬龍白蘭度飾演的Paul，表達了在他的妻子在暴力中死去後，沒有了個性的舒適感。這部電影在意大利引起了對雞姦的爭議，而在評級制度中，這部電影被禁止公映，而所有母片都被下令銷毀。而一個意大利法庭則褫奪了他的公民權5年和4個月的緩刑監禁。很多年後，當人的樸素轉變和評級制度廢除後，這部電影重見在大家眼前（因為貝托魯奇祕密地保存了一份母片），而公映時則有些微的過濾。
在這部和其他電影中，貝托魯奇測試了民眾對性關係的態度。在《偷香》中，他給大家見證一個女孩，在夏天成長為一個女人。《巴黎初體驗》被批評不只在於性場面，也在於包含男性自瀆。在這部電影中，三位角色的性關係暴露了他們的想法，例如當Theo向那個人自瀆時，就表示他最喜歡的人。而他的姊姊，似乎和他越來越疏離，而他也看見當新來者進入他的世界後，和姊姊逐漸疏離。

## 奧斯卡金像獎
1987年，貝托魯奇憑執導電影《末代皇帝》，贏得奧斯卡金像獎最佳導演。
《末代皇帝》講述中國最後一個皇帝愛新覺羅溥儀的一生，反映中國由封建制度的社會，經革命演進至現在的狀態。電影由尊龍、陈冲、彼得·奧圖爾、英若誠、丹尼斯·鄧恩、黃自強、坂本龍一、Maggie Han、里克·揚、鄔君梅和陳凱歌主演，劇本由馬克·佩普羅（Mark Peploe）和伯納多·貝托魯奇創作。
《末代皇帝》贏得所有9項奧斯卡金像獎提名，包括最佳影片獎、最佳藝術指導獎、最佳攝影獎、最佳服裝設計獎、最佳導演獎、最佳剪輯獎、最佳配樂獎、最佳音響獎和最佳改編劇本獎。
《末代皇帝》是自1949年起，首部獲得中國政府協助，和在中國製作的西片，亦是首部在紫禁城拍攝的電影。貝托魯奇向中國政府申請兩部電影項目，另一部是拍攝安德烈·馬爾羅（André Malraux）的《人的命運》，最後《末代皇帝》獲選，並且不限制內容。

## 作品
- 死神（La commare secca）（1962年）
- 革命前夕（Prima della rivoluzione）（1964年）
- La via del petrolio（1965年）
- Il Canale（1966年）
- Partner（1968年）
- 福音書（Amore e rabbia）（1969年）
- 蜘蛛的策略（La strategia del ragno）（1970年）
- 同流者（英语：The Conformist (1970 film)）（Il conformista）（1970年）
- 巴黎最後探戈（Ultimo tango a Parigi）（1972年）
- 1900（Novecento）（1976年）
- 月亮（La Luna）（1979年）
- 一個可笑人物的悲劇（La tragedia di un uomo ridicolo）（1981年）
- 末代皇帝（L'ultimo imperatore）（1987年）
- 遮蔽的天空（The Sheltering Sky）（1990年）
- 小活佛（Little Buddha）（1993年）
- 偷香（Io ballo da sola）（1996年）
- 圍城（英语：Besieged (film)）（Besieged）（1998年）
- 十分大師：大提琴篇（合導）（Ten Minutes Older: The Cello）（2002年）
- 戏梦巴黎（The Dreamers）（2003年）
- 我和你（Io e Te）（2012年）

## 荣誉
- 1983年，担任威尼斯电影节评审团主席
- 2007年，获得威尼斯电影节荣誉金狮奖
- 2011年，获得第64届戛纳电影节荣誉金棕榈奖
- 2013年，再次担任第70届威尼斯电影节评审团主席[4]

## 外部連結
- 伯納多·貝托魯奇在互联网电影资料库（IMDb）上的資料（英文）
- 伯納多·貝托魯奇在豆瓣上的资料（简体中文）
- Ebiri, Bilge. . Senses of Cinema: Great Directors Critical Database. September 2004. （原始内容存档于31 March 2010）.
- Jeremy Isaacs, "Face to Face: Bernardo Bertolucci", BBC interview, September 1989.
- Roger Ebert, review, The Last Emperor （页面存档备份，存于）, Chicago Sun-Times, 9 December 1987.